# Rally Firestone
El Rally Firestone, también conocido como Rally Macizo Cántabro y Rally CS en sus últimas ediciones, fue una prueba de rally que se celebró anualmente en diferentes localidades españolas principalmente en Bilbao de 1967 a 1982 y que fue puntuable para el Campeonato de España de Rally y el Campeonato de Europa de Rally.
Organizada por la Real Peña Motorista Vizcaya, esta prueba alcanzó gran prestigio en su época y contó en la mayoría de sus ediciones con la presencia de pilotos y equipos extranjeros especialmente franceses e italianos que vencieron en varias ocasiones.

## Historia
En 1952 y 1953 se celebraron dos ediciones del rally bajo el nombre de Rallye Firestone-Bilbao organizado por la Peña Motorista Vizcaya con el apoyo de la marca Firestone. En él participaron automóviles y motos que partieron de ocho localidades de España con meta en Bilbao. La primera edición contó con el patrocinio de El Correo Español y El Pueblo Vasco y un recorrido de 1.051 km con salidas desde las ciudades de Barcelona, Madrid, Burgos, Vitoria, Logroño, Pamplona, San Sebastián y Bilbao. El vencedor fue Javier Prado con un Ford. En la segunda se impuso Salvador Fábregas a bordo de un Jaguar MK VII. Al año siguiente las escasez de petróleo debido a la guerra del Sinaí impidió la realización de muchas carreras por lo que el Firestone no volvió a organizarse hasta 1967.
Se recuperó la prueba en 1967 organizado por el Real Automóvil Club de España formando parte de los actos de inauguración de la fábrica Firestone de Burgos. Tenía el formato antiguo de los rallyes con una primera parte de concentración donde los participantes salían de diferentes puntos de España y Portugal para encontrarse en Navacerrada. Luego se desarrolló una etapa común en la que se recorrían 1.297 kilómetros a un media de 50 km./h con veintidós tramos intercalados para finalizar en un eslalon celebrado en Burgos. Cabe destacar la presencia de la escudería Ford Gran Bretaña que inscribió cuatro Ford Cortina Lotus. La prueba la ganó Jorge de Bagration copilotado por Polo Villaamil a bordo de un Lancia Fulvia HF.
La segunda edición celebrada en el mes de noviembre de 1968 tuvo salida y meta en Bilbao y contó con la colaboración del Real Automóvil Club de Guipúzcoa y del diario El Pueblo Vasco. De los sesenta y seis equipos inscritos solo tomaron la salida cuarenta y seis y terminaron veintisiete. El recorrido incluía las localidades de La Pilastra, Elgueta, Goyaz, Jaizkibel, Oyarzun-Lesaka, Leiza-Huizi, Echauri, Urbasa, Herrera, Alisas, Carmona, Las Mazorras, Barrerilla, Dima, Vivero y un circuito final en Ereaga. Los ganadores fueron la pareja formada por Eladio Doncel y Jaime Parejo con un Porsche 911 S.
Al año siguiente la salida se realizó en el muelle del arenal de Bilbao con amplia presencia de público y participantes. El recorrido fue más duro que en la edición anterior y de los sesenta y un inscritos solo terminaron treinta equipos. Tras disputar las especiales de Goyaz, Jaizkibel, Erro, Lazar, Anso-Binies, Cotefablo, Alto del Pino, Alcolea de Cinca, Alcañiz, Leciñena-Alcubierre, Monrepos, Alto de Coronas, Urbasa, Herrera, Cruceta, Pilastra y Vivero el ganador fue el francés afincado en España Marc Etchebers y su acompañante Enrique de Sauto con Porsche 911 S.
Bajo la denominación de Rallye Firestone-Picos de Europa la cuarta edición se disputó a finales de noviembre y la lista de inscritos fue ligeramente menor: cuarenta y ocho equipos.El recorrido visitaba por primera vez Asturias con una parada de seis horas en Oviedo y especiales en Peña Angulo, Estacas de Trueba, Carmona, Piedras Luengas, San Glorio, El Fito, La Encrucijada, Pontón, Desfiladero del Cares, Naranco y La Braguía. La escudería Repsol se inscribió en la prueba logrando la primera y segunda posición con Eladio Doncel que repetía victoria y Alberto Ruiz-Giménez, ambos con sendos Porsche 911 S.
La quinta edición se programó de nuevo con salida y meta en Bilbao pero tuvo que retrasarse veinticuatro horas por la gran cantidad de nieve que se encontraba en el recorrido. En esta ocasión se realizó una parada en Santander y algunas especiales eran conocidas de otros años como Peña Angulo, Carmona, Fito o La Braguía, que se repetían o se hacían ambos sentidos. El francés Jean Egreteaud lograba vencer en la prueba con un Porsche 911 S, modelo que sumaba su cuarta y última victoria particular.
En 1972 se trasladó al mes de marzo e incluida por primera vez en el calendario del Campeonato de Europa de Rally. El recorrido, muy similar al año anterior, tenía como novedad el parque cerrado ubicado en la plaza de toros de Bilbao. El recorrido elegido fue de nuevo complicado, con tramos anulados y otros cerrados hasta un día antes lo que impidió su reconocimiento. Se inscribieron sesenta y tres equipos donde destacaban el francés Jean Pierre Nicolas piloto oficial de Alpine Renault Francia y su copiloto Jean Todt o el italiano Sergio Barbasio piloto oficial de Lancia. Tras las especiales disputadas en Sámano-Guriezo, Asón, Lanestosa-Carranza, Palombera, La Braguía, Peña Cabarga, Gueñes-Gordexola, Vivero, Bakio-Armintza y una parada en Santander, el vencedor fue Jean Pierre Nicolas a los mandos de su Alpine Renault A110-1800.

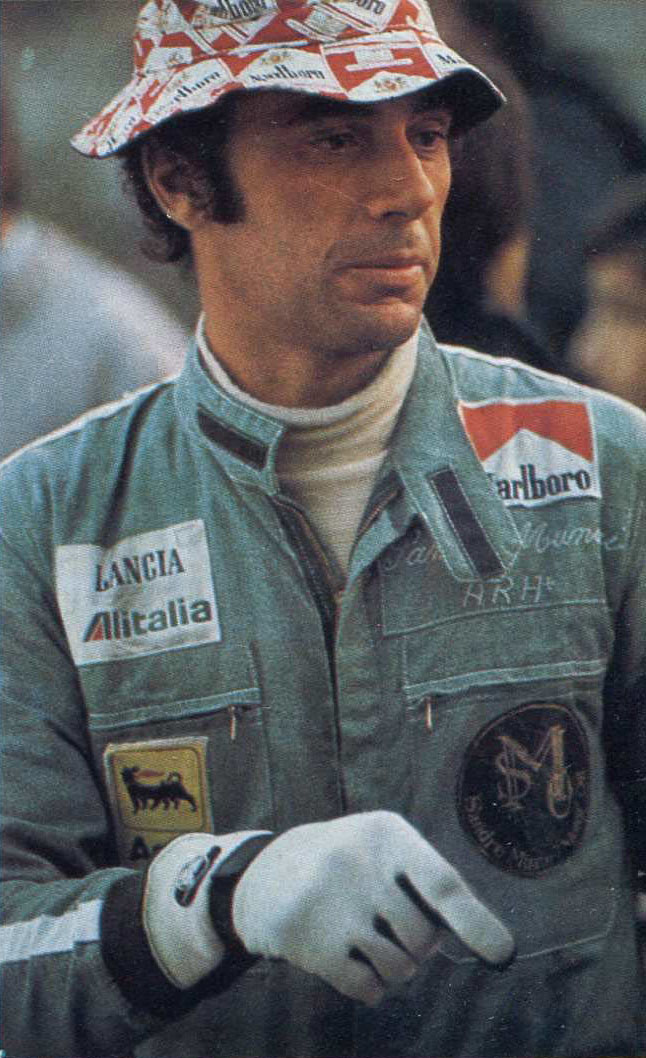
El italiano Sandro Munari logró en la edición de 1973 la primera victoria para el Lancia Stratos.

En 1973 se realizó en el mes de abril y contó como novedad la inclusión de tramos de tierra. El recorrido se mantuvo igual pero la lista de inscritos alcanzó la cifra de 96 equipos. Tomaron la salida setenta y uno, donde sobresalían nombres como Sandro Munari con su Lancia Stratos oficial; Lele Pinto con un Fiat 124 Spider y los BMW oficiales de los suecos Asterhag y Allanson o el Ferrari Dino del inglés Lipton. Tan solo veintisiete equipos lograron terminar tras pasar por las duras especiales y en algunos casos hasta en tres ocasiones. El vencedor fue Sandro Munari y su copiloto Mario Mannucci que dieron al Lancia Stratos su primera victoria.
La edición de 1974 se llevó a cabo a finales de marzo y mantuvo el formato e itinerario mixto. Por primera vez alcanzó la centena de inscritos más veinticinco en reserva, aunque solo ochenta y uno tomaron la salida. Treinta y cuatro eran extranjeros donde destacaba el alemán Walter Röhrl con un Opel Ascona, los suecos Asterhag y Allanson que repetían con sendos BMW oficiales, los británicos Coleman y Sclater con Ford Escort RS y el portugués Borges con un Porsche Carrera RS. Röhrl se adjudicó el triunfo y meses después se proclamría campeón de Europa. La segunda posición fue para el español Juan Carlos Pradera con un SEAT 1430-1600 oficial.
La novena edición se disputó de nuevo en marzo pero por primera vez la salida y la meta fue en la ciudad de Santander. Por cuarto año consecutivo era puntuable para el campeonato de Europa y se volvió a superar la centena de inscritos. El equipo FIAT alineó sendos Fiat 124 Abarth para Maurizio Verini y Fulvio Bacchelli; Akfa Romeo tres Alffetta para Jean Claude Andruet, Amilcare Ballestrieri y Anna Cambiaghi; Polski Fiat un 124 Spider para el polaco Jaroszevicz y sendos 125 para Komornicki y Stawowiak y los habituales  Bill Coleman que repetía con su Ford Escort RS y Chris Sclater esta vez con un Datsun Violet oficial. Las marcas españolas SEAT, Renault y Simca también estuvieron presentes. El recorrido incluía los tramos de La Lora, Gredilla de Sedano, Incinillas-Soncillo, Criales, Río Losa, Ordunte y Alen. De los setenta y dos que tomaron la salida solo veintisiete lograron terminar. El ganador fue el italiano Maurizio Verini y su copiloto Francesco Rossetti. Ambos se proclamarían campeones continentales a final de año.
En 1976 la prueba regresaba a Bilbao pero mantenía la parada en Santander. Los tramos de tierra en esta ocasión eran secretos: Llanteno-Peña Angulo, Arceniega-Mercadillo, Ontón-Otañes, Sámano-Guriezo, San Miguel de Aras, Alisas, Lanestosa-Carranza, Bien Aparecida, Peña Cabarga, La Lora, Sargentes-San Felices, Gredilla de Sedano, Incinillas-Soncillo, Nograro-San Zadornil, San Zadornil-Arroyo, Río Losa, Limpias-Liendo y Alen. La lista de inscritos contaba con el equipo oficial Ford con sus Ford Escort RS pilotados por el finés Timo Makinen y los ingleses Roger Clark y John Taylor. Polski FIAT repetía con Jaroscewicz y Borges con su Porsche Carrera RS privado. De los españoles destacaba SEAT con los 1430-1800 de Antonio Zanini que lograría el triunfo.
En la undécima edición se realizó la salida en Castro Urdiales con la primera etapa disputada en Santander y la segunda en Bilbao. Tomaron la salida setenta y cinco equipos esta vez sin grandes equipos oficiales, salvo SEAT que repetía alineación, pero con pilotos privados de primera fila como Bernard Darniche, Coleman y Jorge Bagration los tres con sus respectivos Lancia Stratos o Marc Etchebers con su habitual Porsche Carrera RS. Los tramos sobre asfalto eran Llanteno-Angulo, Arceniega-Mercadillo, La Reineta, Ontón-Otañes, Sámano-Guriezo, La Bien Aparecida, San Miguel de Aras, Alisas, La Sía, Fresnedo-La Revilla y el único sobre tierra, Alen, era secreto y se disputó cuatro veces. La pareja francesa Darniche y Mahe se impusieron en la prueba con el Stratos.
En 1978 la prueba no se disputó y regresó en el mes de abril de 1979 con salida y meta en Logroño y parada en Castro Urdiales contando con la colaboración del Automóvil Club de Rioja. El parque cerrado estaba ubicado en la plaza de toros de la capital riojana donde se reunieron setenta y un equipos con el alemán Jochi Kleint con un Opel Ascona oficial como más destacado ya que la mayoría de equipos oficiales no pudieron asistir por la proximidad en el tiempo con otras pruebas, en el caso de SEAT con el Rally Isla de Elba. En la primera etapa los tramos eran secretos y en la segunda se disputaron Rivas-Peñacerrada, Herrera, Zaldiaran, Llanteno-Angulo, Arceniega-Mercadillo, Sámano-Guriezo, Hoyomenor, La Bien Aparecida, San Miguel de Aras, Padiérniga, La Sía, Malkuartu y Zarate-Manurga. El ganador fue el español Pío Alonso con Simca 1200 Ti.

### Rally CS
En 1980 la prueba pasó a llamarse Rally CS debido al cambio de patrocinador principal pero se mantuvo en el calendario nacional y europeo. Con este nombre se organizaría hasta 1982 última edición de la prueba. Bagration repetiría victoria ese año y el siguiente en ambos casos con el Lancia Stratos. En 1982 se impuso el italiano Tony Fassina con Opel Ascona 400.
En 1983 aunque se programó no se pudo llevar a cabo por diferente motivos.

## Palmarés
| Año             | Edición                                           | Piloto              | Copiloto                 | Vehículo                 | Series        |
| --------------- | ------------------------------------------------- | ------------------- | ------------------------ | ------------------------ | ------------- |
| 1952            | 1º. Rally Firestone-Bilbao                        | Javier Prado        | Bandera de ?             | Ford                     |               |
| 1953            | 2º. Rally Firestone-Bilbao                        | Salvador Fábregas   | Bandera de ?             | Jaguar MK VII            |               |
| Rally Firestone |                                                   |                     |                          |                          |               |
| 1967            | 1.º Rally Firestone-Burgos - 7.º Trofeo RACE      | Jorge de Bagration  | Leopoldo Pérez Villlamil | Lancia Fulvia HF         | España        |
| 1968            | 2.º Rally Internacional Firestone-Bilbao          | Eladio Doncel       | Jaime Parejo             | Porsche 911 S            | España        |
| 1969            | 3.º Rally Internacional Firestone                 | Marc Etchebers      | Enrique de Sauto         | Porsche 911 S            | España        |
| 1970            | 4.º Rally Internacional Firestone-Picos de Europa | Eladio Doncel       | Ricardo Antolín          | Porsche 911 S            | España        |
| 1971            | 5.º Rally Internacional Firestone                 | Jean Egreteaud      | Enrique de Sauto         | Porsche 911 S            | España        |
| 1972            | 6.º Rally Internacional Firestone                 | Jean-Pierre Nicolas | Jean Todt                | Alpine Renault A110-1800 | España, ERC   |
| 1973            | 7.º Rally Firestone                               | Sandro Munari       | Mario Mannucci           | Lancia Stratos HF        | España, ERC   |
| 1974            | 8.º Rally Firestone                               | Walter Röhrl        | Jochen Berger            | Opel Ascona 1.9 SR       | España, ERC   |
| 1975            | 9.º Rally Internacional Firestone                 | Maurizio Verini     | Francesco Rossetti       | Fiat 124 Abarth          | España, ERC   |
| 1976            | 10.º Rally Internacional Firestone                | Antonio Zanini      | Juan José Petisco        | SEAT 1430-1800           | España, ERC   |
| 1977            | 11.º Rally Firestone                              | Bernard Darniche    | Alain Mahé               | Lancia Stratos HF        | España, ERC   |
| 1978            | No se celebró                                     | No se celebró       | No se celebró            | No se celebró            | No se celebró |
| 1979            | 12.º Rally Firestone                              | Pío Alonso          | Leopoldo Varela          | Simca 1200 Ti            | España, ERC   |
| Rally CS        |                                                   |                     |                          |                          |               |
| 1980            | 1.º Rally CS                                      | Jorge de Bagration  | Nuria Llopis             | Lancia Stratos HF        | España, ERC   |
| 1981            | 2.º Rally CS                                      | Jorge de Bagration  | Víctor Sabater           | Lancia Stratos HF        | España, ERC   |
| 1982            | 3.º Rally CS                                      | Tony Fassina        | "Rudy" (Dal Pozzo)       | Opel Ascona 400          | España, ERC   |